# Маэль-Каре
Маэ́ль-Каре́ (фр. Maël-Carhaix, брет. Mêl-Karaez) — коммуна во Франции, находится в регионе Бретань. Департамент — Кот-д’Армор. Входит в состав кантона Ростренен. Округ коммуны — Генган.
Код INSEE коммуны — 22137.

## География
Коммуна расположена приблизительно в 430 км к западу от Парижа, в 135 км западнее Ренна, в 55 км к юго-западу от Сен-Бриё.

## Население
Население коммуны на 2016 год составляло 1 514 человек.
| 1962 | 1968 | 1975 | 1982 | 1990 | 1999 | 2008 | 2016 |
| ---- | ---- | ---- | ---- | ---- | ---- | ---- | ---- |
| 1919 | 2046 | 1832 | 1663 | 1613 | 1538 | 1565 | 1514 |

## Администрация
| Период | Период | Фамилия         | Партия        | Примечания                                   |
| ------ | ------ | --------------- | ------------- | -------------------------------------------- |
| 1971   | 2001   | Огюст Ле Коан   | ФКП           | член генерального совета кантона (1973—1998) |
| 2001   | 2003   | Жозеф Ле Гийу   | Разные правые |                                              |
| 2003   | 2006   | Стефан Ривоаль  | Разные правые |                                              |
| 2006   | 2008   | Мишель Ле Моаль | Разные левые  |                                              |
| 2008   | 2014   | Мишель Анри     | Левый фронт   |                                              |
| 2008   | 2014   | Ален Марзен     | Разные правые | фермер                                       |

## Экономика
В 2007 году среди 879 человек в трудоспособном возрасте (15—64 лет) 624 были экономически активными, 255 — неактивными (показатель активности — 71,0 %, в 1999 году было 66,5 %). Из 624 активных работали 580 человек (322 мужчины и 258 женщин), безработных было 44 (28 мужчин и 16 женщин). Среди 255 неактивных 57 человек были учениками или студентами, 111 — пенсионерами, 87 были неактивными по другим причинам.

## Достопримечательности
- Церковь Св. Петра (XVI век). Исторический памятник с 1927 года[3]
- Усадьба Маэль-Каре (XIV век)
- Римский акведук

## Фотогалерея

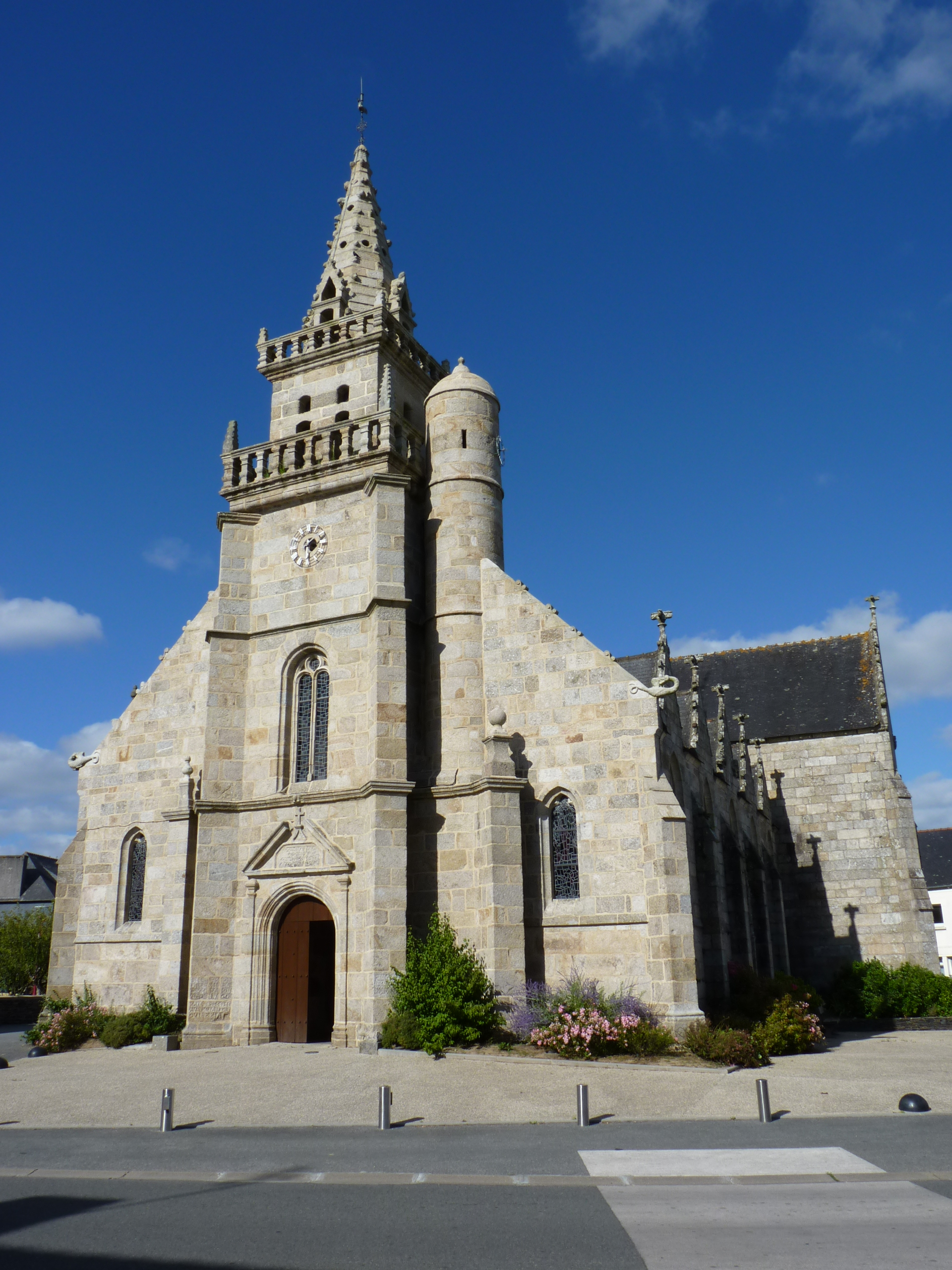
Церковь Св. Петра
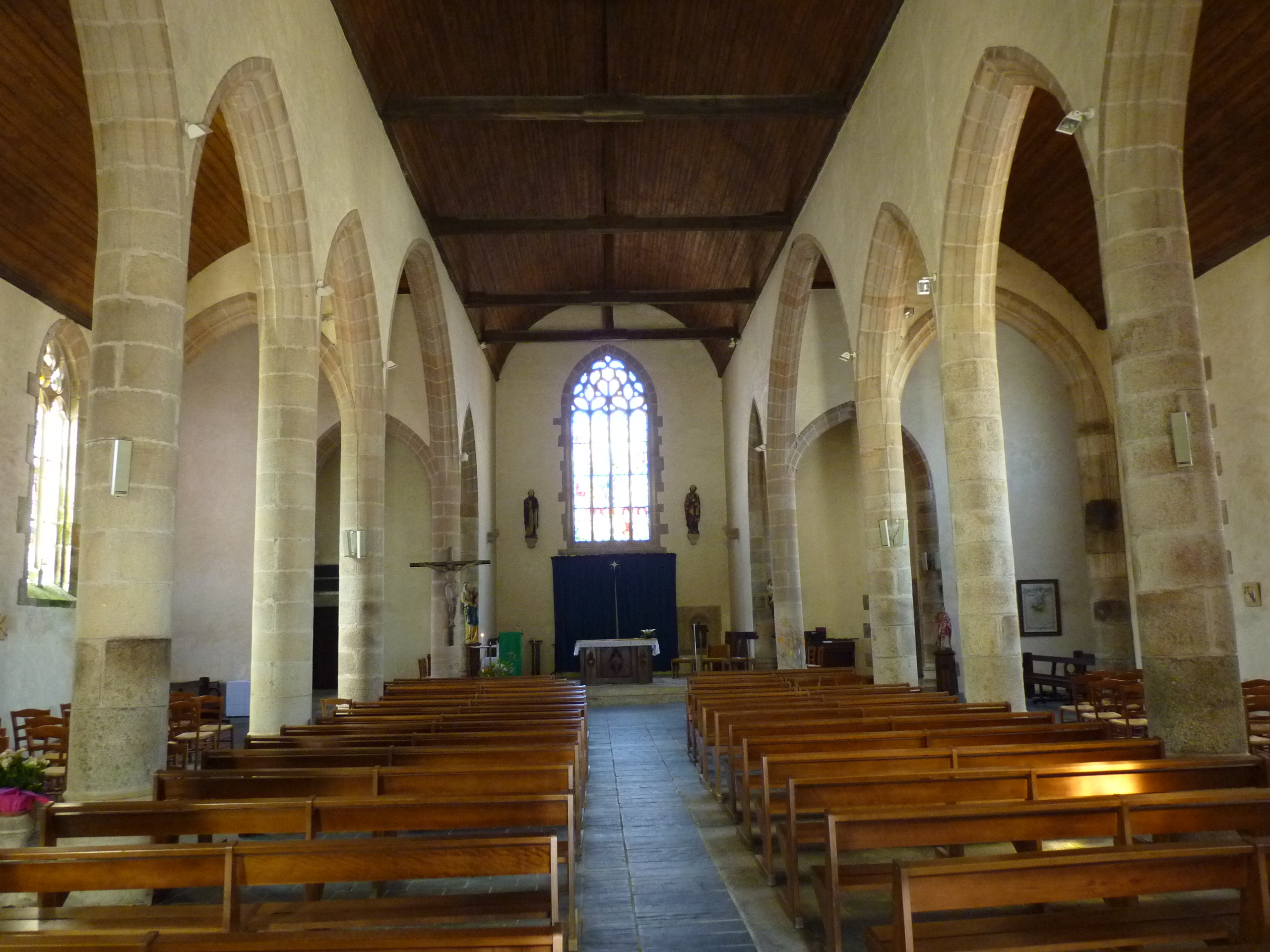
Интерьер церкви Св. Петра
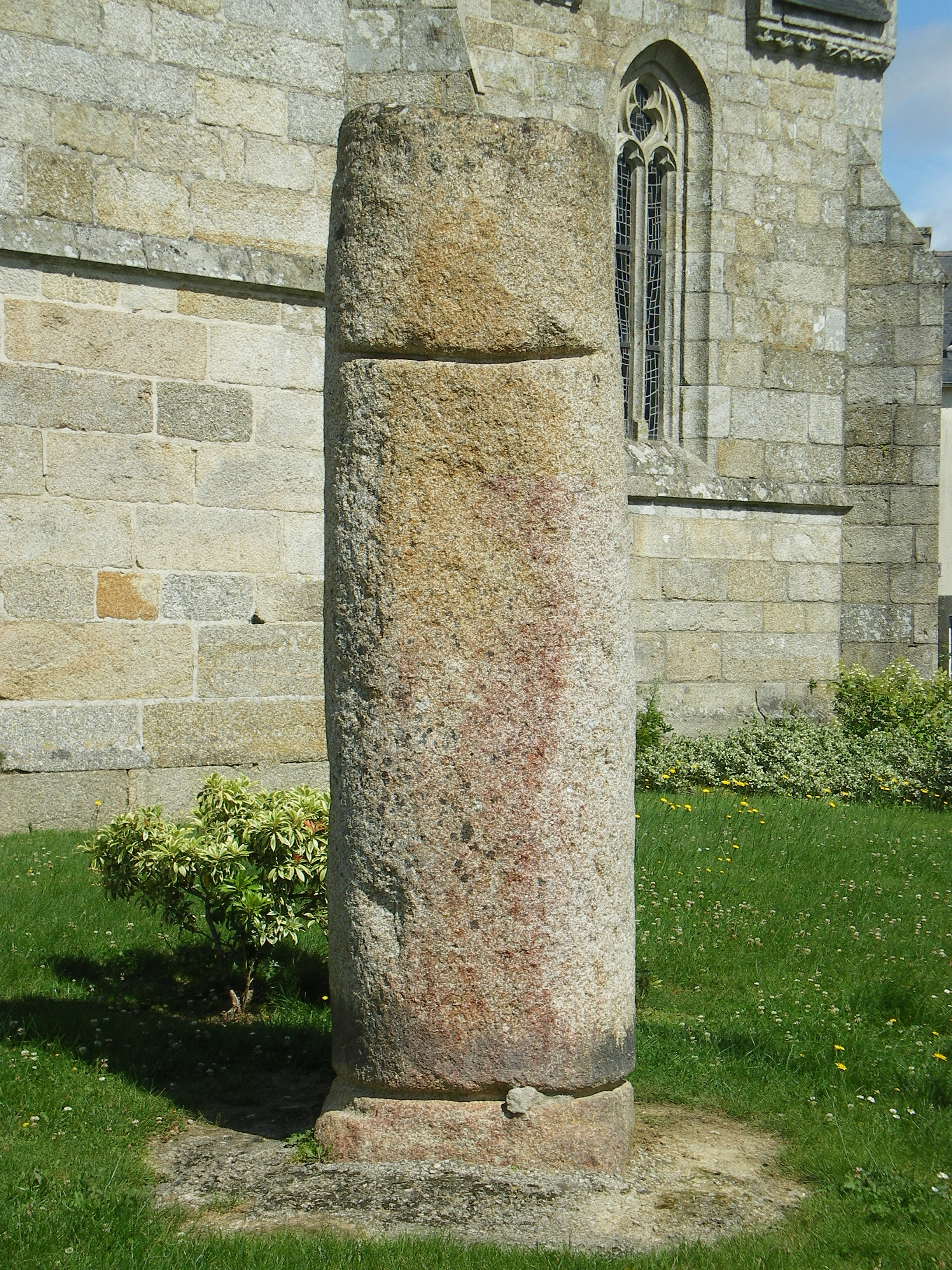
Маршрутный столб
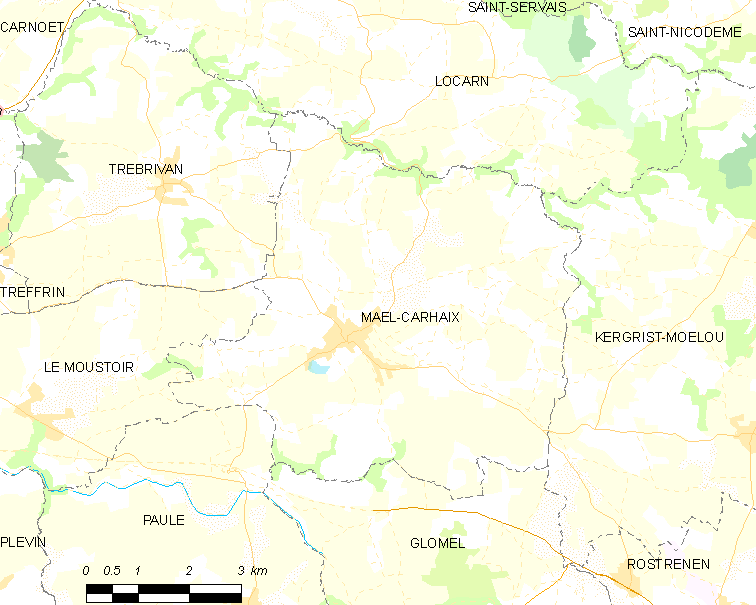
Карта коммуны